# إدريمي
كان إدريمي ملك ألالاخ في القرن الخامس عشر قبل الميلاد (حوالي 1460-1400 قبل الميلاد). وهو ابن الملك إليم إليما الأول
```
الحوري
 ملك 
حلب
، والذي ربما يكون قد تم خلعه بواسطة السيد الإقليمي الجديد، باراتارنا أو باراتشاتار، ملك 
ميتاني
. ومع ذلك، فقد نجح في استعادة عرش ألالاخ بمساعدة مجموعة تعرف باسم خابيرو (بدو).
[
1
]
 أسس إدريمي مملكة موكيش وحكمها من مدينة ألالاخ باعتبارها تابعة لدولة الميتانية. كما غزا الأراضي 
الحثية
 في الشمال، مما أدى إلى إبرام معاهدة مع دولة كيزواتنا. عُرف إدريمي من خلال نقش على تمثال عثر عليه 
ليونارد وولي
 في ألالاخ في ثلاثينيات وأربعينيات 
القرن العشرين
، وكشف عن رؤى جديدة حول 
تاريخ سوريا
 في منتصف الألفية الثانية.
[
2
]
```